# 2017-es jégkorong-világbajnokság
A 2017-es jégkorong-világbajnokság a 81. világbajnokság, amelyet a Nemzetközi Jégkorongszövetség szervezett. A világbajnokságok végeredményei alapján alakult ki a 2018-as jégkorong-világbajnokság főcsoportjának illetve divízióinak mezőnye.

## Főcsoport
A 2017-es IIHF jégkorong-világbajnokságot Franciaország és Németország közösen rendezte május 5. és 21. között.
1–16. helyezettek
| - Svédország – Világbajnok - Kanada - Oroszország - Finnország - Egyesült Államok - Svájc - Csehország - Németország | - Franciaország - Lettország - Norvégia - Dánia - Fehéroroszország - Szlovákia - Szlovénia – Kiesett a divízió I A csoportjába - Olaszország – Kiesett a divízió I A csoportjába |

## Divízió I
A divízió I-es jégkorong-világbajnokság A csoportját Kijevben, Ukrajnában április 22. és 29. között, a B csoportját Belfastban, Nagy-Britanniában rendezték április 23. és 29. között.
| 17–22. helyezettek A csoport - Ausztria – Feljutott a főcsoportba - Dél-Korea – Feljutott a főcsoportba - Kazahsztán - Lengyelország - Magyarország - Ukrajna – Kiesett a divízió I B csoportjába | 23–28. helyezettek B csoport - Nagy-Britannia – Feljutott a divízió I A csoportjába - Japán - Litvánia - Észtország - Horvátország - Hollandia – Kiesett a divízió II A csoportjába |

## Divízió II
A divízió II-es világbajnokság A csoportját Galațiban, Romániában április 3. és 9. között, a B csoportját Aucklandben, Új-Zélandon rendezték április 4. és 10. között.
| 29–34. helyezettek A csoport - Románia – Feljutott a divízió I B csoportjába - Ausztrália - Szerbia - Belgium - Izland - Spanyolország – Kiesett a divízió II B csoportjába | 35–40. helyezettek B csoport - Kína – Feljutott a divízió II A csoportjába - Új-Zéland - Izrael - Észak-Korea - Mexikó - Törökország – Kiesett a divízió III-ba |

## Divízió III
A divízió III-as jégkorong-világbajnokságot Szófiában, Bulgáriában rendezték április 10. és 16. között.
41–47. helyezettek
- Luxemburg – Feljutott a divízió II B csoportjába
- Bulgária
- Grúzia
- Hongkong
- Dél-afrikai Köztársaság
- Tajvan
- Egyesült Arab Emírségek